# Liste von Theaterverlagen im deutschen Sprachraum
Diese alphabetische Liste beinhaltet Theaterverlage im deutschen Sprachraum, die die Relevanzkriterien für Verlage erfüllen.
Nicht mehr selbständige Verlage werden mit einem Verweis auf den Dachverlag aufgeführt.
Erloschene Verlage sind mit einem † markiert bzw. enthalten einen Hinweis auf den Zeitraum ihrer Existenz.

## A
- Ahn & Simrock Bühnen- und Musikverlag, Hamburg → Per H. Lauke Verlag
- adspecta Theaterverlag, Bestwig
- Ammann Verlag, Zürich
- ATT-Agentur, München
- Autoren-Kollegium, Berlin (1989 – 1992)

## B
- Bernd Bauer Verlag, Berlin
- Felix Bloch Erben, Berlin
- Breuninger Theaterverlag, Aarau

## C
- Cantus-Theaterverlag, Grasellenbach
- Carstensen & Oegel International, Berlin

## D
- Theater-Verlag Desch, Berlin (vormals München)
- Deutscher Theaterverlag, Weinheim
- Diogenes Verlag, Zürich
- Drei Masken Verlag, München

## E
- Theaterverlag Eirich, Langenzersdorf
- teaterverlag elgg GmbH, Belp

## F
- S. Fischer Verlag Theater & Medien, Frankfurt a. M. → Verlagsgruppe Georg von Holtzbrinck
- Funke & Stertz, Hamburg (Agentur für Drehbuchautoren)

## G
- Gallissas Theaterverlag und Mediaagentur, Berlin
- gleichzeit Verlagtheater (Betrieb eingestellt)
- Hermann Grünwald Verlag  † (Stuttgart, um 1913)

## H
- Carl Hanser Verlag, München
- Harlekin Theaterverlag, Tübingen
- Hartmann & Stauffacher Verlag, Köln
- Henschel Schauspiel Theaterverlag, Berlin
- Theaterverlag Hofmann-Paul, Berlin († 2023)

## I
- Impuls-Theater-Verlag, München († 2018)

## J
- Jussenhoven & Fischer, Köln

## K
- Bühnenverlag Kaiser & Co, Wien siehe: Österreichischer Bühnenverlag Kaiser & Co, Wien
- Gustav Kiepenheuer Bühnenvertriebs-GmbH, Berlin
- Theaterverlag Kiepenheuer & Witsch, Köln

## L
- Per H. Lauke Verlag, Hamburg
- Litag Theaterverlag, München

## M
- MundArt-Verlag, Aßling
- Theaterverlag Karl Mahnke, Berlin
- Merlin Verlag, Gifkendorf bei Lüneburg
- Georg Marton Verlag, Wien → Thomas Sessler Verlag
- Mein-Theaterverlag, Wassenberg
- Musik und Bühne Verlagsgesellschaft, Wiesbaden

## O
- Österreichischer Bühnenverlag Kaiser & Co, Wien

## P
- Pegasus Theaterverlag, Berlin → Neue Pegasus
- Neue Pegasus Medienverlag, Berlin
- Gerhard Pegler Verlag, München († 2014) → Hartmann & Stauffacher
- Bühnen- und Musikverlag Hans Pero, Wien
- Plausus Theaterverlag, Bonn

## R
- Rowohlt Theater Verlag, Reinbek bei Hamburg → Verlagsgruppe Georg von Holtzbrinck
- Theaterverlag Reinehr, Mühltal

## S
- schaefersphilippen Theater und Medien, Köln
- Schultz & Schirm Bühnenverlag, Wien
- Thomas Sessler Verlag, Wien
- stückgut Bühnen- und Musikverlag, München → medienedition Karin Roth
- Suhrkamp Theaterverlag, Berlin

## T
- Theaterboerse, Braunschweig
- Theaterstückverlag B. Korn-Wimmer & F. Wimmer, München → Drei Masken Verlag
- Theaterverlag Stanislav, Saarbrücken
- Theaterverlag Ute Nyssen & J. Bansemer GmbH, Köln, ca. 1980 – † 2012

## V
- Verlag Autorenagentur, Berlin → Neue Pegasus
- Verlag der Autoren, Frankfurt a. M.
- Verlag für Kindertheater, Hamburg
- Vertriebsstelle und Verlag Deutscher Bühnenschriftsteller und Bühnenkomponisten, Norderstedt

## W
- Whale Songs, Hamburg († 1. Januar 2019)